# België op de Paralympische Zomerspelen 2024
België nam deel aan de Paralympische Zomerspelen 2024 in Parijs, Frankrijk. Olek Kazimirowski ging mee als chef de mission.

## Medailleoverzicht
| Medaille | Naam                | Sport          | Onderdeel                 | Datum            |
| -------- | ------------------- | -------------- | ------------------------- | ---------------- |
| Goud     | Máxime Carabin      | Atletiek       | 400 m T52 (m)             | 30 augustus 2024 |
| Goud     | Michèle George      | Paardensport   | individuele test graad V  | 4 september 2024 |
| Goud     | Léa Bayekula        | Atletiek       | 100 m T54 (v)             | 4 september 2024 |
| Goud     | Léa Bayekula        | Atletiek       | 400 m T54 (v)             | 5 september 2024 |
| Goud     | Máxime Carabin      | Atletiek       | 100 m T52 (m)             | 6 september 2024 |
| Goud     | Michèle George      | Paardensport   | freestyle test graad V    | 7 september 2024 |
| Goud     | Laurens Devos       | Tafeltennis    | enkelspel C9 (m)          | 7 september 2024 |
|          |                     |                |                           |                  |
| Zilver   | Ewoud Vromant       | Baanwielrennen | 3 km Achtervolging C2 (m) | 30 augustus 2024 |
| Zilver   | Ewoud Vromant       | Wegwielrennen  | tijdrit H1 (m)            | 4 september 2024 |
| Zilver   | Maxime Hordies      | Wegwielrennen  | tijdrit C2 (m)            | 4 september 2024 |
| Zilver   | Peter Genyn         | Atletiek       | 100 m T51 (m)             | 6 september 2024 |
|          |                     |                |                           |                  |
| Brons    | Peter Genyn         | Atletiek       | 200 m T51 C2 (m)          | 3 september 2024 |
| Brons    | Tim Celen           | Wegwielrennen  | tijdrit T1–2 (m)          | 4 september 2024 |
| Brons    | Jonas Van de Steene | Wegwielrennen  | tijdrit H4 (m)            | 4 september 2024 |

## Aantal atleten
Hieronder volgt een overzicht van de atleten die deelnamen aan de Paralympische Zomerspelen 2024.
| Sport        | Mannen | Vrouwen | Totaal |
| ------------ | ------ | ------- | ------ |
| Atletiek     | 4      | 3       | 7      |
| Badminton    | 0      | 1       | 1      |
| Boccia       | 1      | 0       | 1      |
| Boogschieten | 1      | 0       | 1      |
| Paardensport | 1      | 3       | 4      |
| Tafeltennis  | 4      | 0       | 4      |
| Tennis       | 1      | 0       | 1      |
| Triatlon     | 1      | 0       | 1      |
| Wielersport  | 6      | 0       | 6      |
| Zwemmen      | 2      | 1       | 3      |
| Totaal       | 21     | 8       | 29     |

## Deelnemers en resultaten

### Atletiek
Mannen
| atleet                                                         | onderdeel    | series   | series | finale  | finale |
| atleet                                                         | onderdeel    | tijd     | rang   | tijd    | rang   |
| -------------------------------------------------------------- | ------------ | -------- | ------ | ------- | ------ |
| Roger Habsch                                                   | 100m T51 (m) | n.v.t.   | n.v.t. | 22,41   | 6      |
| Roger Habsch                                                   | 200m T51 (m) | n.v.t.   | n.v.t. | 42,35   | 5      |
| Peter Genyn                                                    | 100m T51 (m) | n.v.t.   | n.v.t. | 20,47   | [ 3 ]  |
| Peter Genyn                                                    | 200m T51 (m) | n.v.t.   | n.v.t. | 35,65   | [ 4 ]  |
| Maxime Carabin                                                 | 100m T52 (m) | 16,21 PR | 1 Q    | 16,70   | [ 5 ]  |
| Maxime Carabin                                                 | 400m T52 (m) | 54,48 PR | 1 Q    | 55,10   | [ 7 ]  |
| Martin Colbert Gids: Nathan de Bilderling en Sebastien Thirion | marathon T12 | n.v.t.   | n.v.t. | 2.38.34 | 11     |

Vrouwen
| atleet         | onderdeel    | series  | series | finale         | finale         |
| atleet         | onderdeel    | tijd    | rang   | tijd           | rang           |
| -------------- | ------------ | ------- | ------ | -------------- | -------------- |
| Kiara Maene    | 400m T20 (v) | 1.06,25 | 7      | niet geplaatst | niet geplaatst |
| Selma Van Kerm | 400m T37 (v) | n.v.t.  | n.v.t. | 1.14,80        | 8              |
| Léa Bayekula   | 100m T54 (v) | 15,87   | 1 Q    | 15,50 PR       | [ 8 ]          |
| Léa Bayekula   | 400m T54 (v) | 52,25   | 1 Q    | 53,05          | [ 9 ]          |
| Léa Bayekula   | 800m T54 (v) | 1.45,42 | 1 Q    | 1.43,63 PB     | 5              |

### Badminton
Vrouwen
| Atleet     | Onderdeel     | Groepsfase         | Groepsfase              | Groepsfase         | Groepsfase | Kwartfinale            | Halve finale           | Finale / BM           | Finale / BM |
| Atleet     | Onderdeel     | Tegenstander Score | Tegenstander Score      | Tegenstander Score | Rang       | Tegenstander Score     | Tegenstander Score     | Tegenstander Score    | Rang        |
| ---------- | ------------- | ------------------ | ----------------------- | ------------------ | ---------- | ---------------------- | ---------------------- | --------------------- | ----------- |
| Man-Kei To | enkelspel WH1 | Koósz W 21-7, 21-6 | Kwon H-a W 21-12, 21-10 | n.v.t.             | 1 Q        | Kwon H-a W 21-6, 21-14 | Pookham V 13-21, 15-21 | Meng L Y V 9-21, 9-21 | 4           |

### Boccia
| atleet           | onderdeel       | groepsfase         | groepsfase         | groepsfase         | groepsfase | play-offs                 | kwartfinale        | halve finale       | finale             | finale |
| atleet           | onderdeel       | tegenstander score | tegenstander score | tegenstander score | rang       | tegenstander score        | tegenstander score | tegenstander score | tegenstander score | rang   |
| ---------------- | --------------- | ------------------ | ------------------ | ------------------ | ---------- | ------------------------- | ------------------ | ------------------ | ------------------ | ------ |
| Francis Rombouts | Individueel BC2 | Minkyu S V 2 - 5   | Ben Youb W 7 - 0   | Saengampa V 0 - 11 | 2 Q        | Bintang Herlangga V 1 - 7 | niet geplaatst     | niet geplaatst     | niet geplaatst     | 12     |

### Boogschieten
Mannen
| atleet            | onderdeel   | plaatsingsronde | plaatsingsronde | eerste ronde           | tweede ronde         | kwartfinale          | halve finale         | finale / BM          | finale / BM    |
| atleet            | onderdeel   | score           | rang            | tegenstander uitslag   | tegenstander uitslag | tegenstander uitslag | tegenstander uitslag | tegenstander uitslag | rang           |
| ----------------- | ----------- | --------------- | --------------- | ---------------------- | -------------------- | -------------------- | -------------------- | -------------------- | -------------- |
| Piotr Van Montagu | individueel | 694             | 8               | Atamanenko W 140 - 139 | Kadhim W 143 - 141   | Ai X V 140 - 148     | niet geplaatst       | niet geplaatst       | niet geplaatst |

### Paardensport

#### Dressuur
| atleet          | paard                | onderdeel                  | score   | rang     |
| --------------- | -------------------- | -------------------------- | ------- | -------- |
| Barbara Minneci | Stuart               | individuele test graad III | 67,667  | 7 Q      |
| Barbara Minneci | Stuart               | vrije kür graad III        | 72,281  | 7        |
| Manon Claeys    | Katharina Sollenburg | individuele test graad IV  | 71,194  | 6 Q      |
| Manon Claeys    | Katharina Sollenburg | vrije kür graad IV         | 75,995  | 6        |
| Michèle George  | Best of 8            | individuele test graad V   | 76,692  | Q        |
| Michèle George  | Best of 8            | vrije kür graad V          | 81,470  | 1 [ 15 ] |
| Kevin Van Ham   | Eros Van Ons Heem    | individuele test graad V   | 69,692  | 6 Q      |
| Kevin Van Ham   | Eros Van Ons Heem    | vrije kür graad V          | 73,010  | 5        |
| Manon Claeys    | zie boven            | Team test                  | 72,621  | n.v.t.   |
| Michèle George  | zie boven            | Team test                  | 77,868  | n.v.t.   |
| Barbara Minneci | zie boven            | Team test                  | 68,700  | n.v.t.   |
| Totaal          | zie boven            | Team test                  | 219,189 | 7        |

### Tafeltennis
Mannen
| Atleet                    | Onderdeel       | Eerste ronde           | Tweede ronde                | Kwartfinale             | Halve Finale           | Finale / BM            | Finale / BM    |
| Atleet                    | Onderdeel       | Tegenstander Resultaat | Tegenstander Resultaat      | Tegenstander Resultaat  | Tegenstander Resultaat | Tegenstander Resultaat | Rang           |
| ------------------------- | --------------- | ---------------------- | --------------------------- | ----------------------- | ---------------------- | ---------------------- | -------------- |
| Ben Ashok Despineux       | enkelspel C7    | n.v.t.                 | Montanus V 1 - 3            | niet geplaatst          | niet geplaatst         | niet geplaatst         | niet geplaatst |
| Marc Ledoux               | enkelspel C8    | Makhulbekhov W 3 - 1   | Zhao S V 0 - 3              | niet geplaatst          | niet geplaatst         | niet geplaatst         | niet geplaatst |
| Laurens Devos             | enkelspel C9    | n.v.t.                 | bye                         | Gustafsson W 3 - 0      | Cepas W 3 - 0          | Didier W 3 - 0         | 1 [ 17 ]       |
| Florian Van Acker         | enkelspel C11   | n.v.t.                 | bye                         | Chen P Y V 1 - 3        | niet geplaatst         | niet geplaatst         | niet geplaatst |
| Laurens Devos Marc Ledoux | dubbelspel MD18 | n.v.t.                 | Didoekh - Nikolenko W 3 - 1 | Lian H - Zhao S V 0 - 3 | niet geplaatst         | niet geplaatst         | niet geplaatst |

### Tennis
| paralympiër(s) | onderdeel | eerste ronde         | tweede ronde                | derde ronde          | kwartfinale          | halve finale         | (troost)finale       | rang           |
| paralympiër(s) | onderdeel | tegenstander uitslag | tegenstander uitslag        | tegenstander uitslag | tegenstander uitslag | tegenstander uitslag | tegenstander uitslag | rang           |
| -------------- | --------- | -------------------- | --------------------------- | -------------------- | -------------------- | -------------------- | -------------------- | -------------- |
| Joachim Gérard | enkelspel | bye                  | Menguy V 6-3, 3-6, 6-7[4-7] | niet geplaatst       | niet geplaatst       | niet geplaatst       | niet geplaatst       | niet geplaatst |

### Triatlon
| Paralympiër  | Onderdeel             | Resultaat | Prestatie |
| ------------ | --------------------- | --------- | --------- |
| Wim De Paepe | Individueel, PTS2 (m) | 1.09.16   | 5         |

### Wielersport

#### Baanwielrennen
Mannen
| atleet        | onderdeel             | reeksen     | reeksen | finale / BM | finale / BM |
| atleet        | onderdeel             | tijd        | rang    | tijd        | rang        |
| ------------- | --------------------- | ----------- | ------- | ----------- | ----------- |
| Ewoud Vromant | 3 km Achtervolging C2 | 3.27,640 PR | 2 FA    | 3.28,062    | [ 21 ]      |

#### Wegwielrennen
Mannen
| atleet                                          | onderdeel           | tijd     | rang     |
| ----------------------------------------------- | ------------------- | -------- | -------- |
| Ewoud Vromant                                   | wegwedstrijd C1-2-3 | 1.50.33  | 8        |
| Ewoud Vromant                                   | tijdrit C2          | 19.26,61 | 2 [ 22 ] |
| Louis Clincke                                   | wegwedstrijd C4-5   | 2.32.24  | 12       |
| Louis Clincke                                   | tijdrit C4          | 38.22,70 | 4        |
| Maxime Hordies                                  | wegwedstrijd H1-2   | DNF      | DNF      |
| Maxime Hordies                                  | tijdrit H1          | 35.11,13 | 2 [ 24 ] |
| Marvin Odent                                    | wegwedstrijd H3     | 1.40.00  | 6        |
| Marvin Odent                                    | tijdrit H3          | 46.20,51 | 4        |
| Jonas Van de Steene                             | wegwedstrijd H4     | DNF      | DNF      |
| Jonas Van de Steene                             | tijdrit H4          | 41.52,22 | 3 [ 26 ] |
| Tim Celen                                       | wegwedstrijd T2     | 1.21.25  | 6        |
| Tim Celen                                       | tijdrit T2          | 23.27,64 | 3 [ 28 ] |
| Maxime Hordies Marvin Odent Jonas Van de Steene | team relay H        | forfait  | forfait  |

### Zwemmen
Mannen
| atleet             | onderdeel           | series  | series | finale         | finale         |
| atleet             | onderdeel           | tijd    | rang   | tijd           | rang           |
| ------------------ | ------------------- | ------- | ------ | -------------- | -------------- |
| Sam De Visser      | 400m vrije slag S9  | 4.25,22 | 5      | 4.21,23        | 6              |
| Aymeric Parmentier | 100m schoolslag S14 | 1.08,92 | 9      | niet geplaatst | niet geplaatst |

Vrouwen
| atleet         | onderdeel            | series  | series | finale         | finale         |
| atleet         | onderdeel            | tijd    | rang   | tijd           | rang           |
| -------------- | -------------------- | ------- | ------ | -------------- | -------------- |
| Tatyana Lubrun | 100m schoolslag SB9  | 1.18,26 | 6 Q    | 1.18,39        | 5              |
| Tatyana Lubrun | 100m vlinderslag S10 | 1.16,67 | 14     | niet geplaatst | niet geplaatst |
| Tatyana Lubrun | 200m wisselslag SM10 | 2.35,55 | 5 Q    | 2.32,79        | 4              |